# موسیقی پست‌اینداستریال
موسیقی پست‌اینداستریال (انگلیسی: Post-industrial music) مجموعه‌ای از سبک‌های موسیقی مرتبط به هم است که که در دهه ۱۹۸۰ میلادی ظاهر شد. وجه مشترک این سبک‌های موسیقی آن است که همگی ترکیبی از سبک‌های مختلف و موسیقی اینداستریال هستند.